# یواس‌اس چلنجر (آی‌دی-۳۶۳۰)
یواس‌اس چلنجر (آی‌دی-۳۶۳۰) (به انگلیسی: USS Challenger (ID-3630)) یک زیردریایی بود که طول آن 410' بود. این زیردریایی در سال ۱۹۱۸ ساخته شد.